# Morus wittiorum
Morus wittiorum là một loài thực vật có hoa trong họ Moraceae. Loài này được Hand.-Mazz. mô tả khoa học đầu tiên năm 1921.